# Шандор Соколаї
Шандор Соколаї (угор. Szokolay Sándor; *30 березня 1931, Кунагота — †8 грудня 2013, Шопрон, Угорщина) — угорський композитор, професор Музичної академії Ференца Ліста в Будапешті. Заслужений артист Угорської народної республіки (1976), лауреат премії імені Еркеля (1960, 1965) премії імені Кошута (1966).

## Біографія
Народився в лютеранській сім'ї. Навчався в Музичній академії Ференца Ліста у Ференца Сабо і Ференца Фаркаша. З 1961 по 1957 працював в музичній редакції Угорського радіо. З 1959 викладав в академії Ференца Ліста. У 1994 вийшов у відставку і переїхав в Шопрон, де жив і працював до кінця життя.
Завоював визнання оперою «Криваве весілля» за трагедією Гарсіа Лорки, двома великими ораторіями («Вогненний Март» на вірші Ендре Аді і «Ходіння Істар в пекло» на вірші Шандора Вереша). Соколаї — автор декількох опер, балетів, ораторій, концертів, симфонічних, хорових, камерних і фортепіанних творів. Писав музику для кінофільмів («Альба Регія», (1961)).